# 山西省高级人民法院
37°50′25″N 112°31′36″E / 37.84028°N 112.52658°E
山西省高级人民法院是中華人民共和國山西省的高级人民法院。

## 沿革
1949年9月20日，山酉省人民法院成立。1954年9月，《中华人民共和国宪法》和《中华人民共和国人民法院组织法》颁布后，改称为山西省高级人民法院。
1987年10月，山西省高级人民法院内设机构为办公室、刑事审判一庭、刑事审判二庭、民事审判庭、经济审判庭、纪检组、人事处、机关党委、研究室、司法行政处、老干部处、全国法院干部业余法律大学山西分校12个处、室、校，核定编制人数184名，实有189人。1988年1月，增设法医技术处；1993年4月，设立山西省临床法医技术鉴定中心；1993年5月，成立山西省法官培训中心。1994年8月，增设执行庭和经济调解庭（后更名为经济审判二庭）；1995年9月，成立山西省高级人民法院司法警察支队；1996年9月，将山西省临床法医技术鉴定中心更名为山西省高级人民法院司法技术鉴定中心；1997年4月，将山西省高级人民法院司法警察支队更名为司法警察总队；1997年6月，设立山西省高级人民法院机关服务中心；1997年7月，设立山西省青少年法律援助中心。1994年10月，新办公大楼奠基仪式在晋祠路南内环桥畔举行。1997年10月，建成一座现代化综合办公大楼，1998年3月迁入。

## 历任领导
院长
- 左世忠（2007年2月—2017年1月）
- 邱水平（2017年1月—2018年10月）
- 孙洪山（2018年11月—2021年6月）
- 冯　军（2021年9月—）

副院长

## 知名案例
- 赵黎平案二审

## 对应中级人民法院/铁路运输中级法院
- 山西省太原市中级人民法院
- 山西省大同市中级人民法院
- 山西省朔州市中级人民法院
- 山西省阳泉市中级人民法院
- 山西省长治市中级人民法院
- 山西省晋城市中级人民法院
- 山西省忻州市中级人民法院
- 山西省晋中市中级人民法院
- 山西省临汾市中级人民法院
- 山西省运城市中级人民法院
- 山西省吕梁市中级人民法院
- 太原铁路运输中级法院